# Nordenskiöldsloppet
De Nordenskiöldsloppet (sponsornaam: Red Bull Nordenskiöldsloppet) is een langlaufwedstrijd in Zweden, georganiseerd door de Jokkmokks Skidklubb JSK in samenwerking met Red Bull Zweden. De wedstrijd begint in Jokkmokk en gaat via Granudden en Årrenjarka weer terug naar Jokkmokk. De lengte van de wedstrijd is 220 km en is hiermee de langste langlaufwedstrijd ter wereld. De wedstrijd wordt gelopen in de klassieke stijl. De wedstrijd vindt vanaf 2016 jaarlijks eind maart/begin april plaats. 
De race bevat ongeveer 1.900 hoogtemeters en begint om 05:00 in de ochtend. Er geldt een limiettijd van 30 uur om te finishen.

## Geschiedenis
De race werd voor het eerst gehouden in 1884, op initiatief van de wetenschapper en poolreiziger Adolf Erik Nordenskiöld. Hij voerde in 1883 een expeditie uit naar Groenland en tijdens een verkenningsreis liepen twee Sami 460 km in 57 uur en keerden uitgeput terug. Toen ze terugkeerden van de expeditie, geloofden er maar weinigen in dit verhaal, en Nordenskiöld besloot daarom een langlaufwedstrijd van Jokkmokk naar Kvikkjokk te organiseren om aan te tonen dat dit mogelijk was. De race werd gehouden van 3 tot 4 april 1884.
In 2014 ontstond bij Wolfgang Mehl, milieu strateeg van de gemeente Jokkmokk, het idee om de wedstrijd nieuw leven in te blazen. Het was de bedoeling om in 2017 te starten, maar door grote belangstelling was het al mogelijk om in 2016 een race te organiseren. 335 skiërs uit 16 landen namen deel aan de eerste Nordenskiöldsloppet in de moderne tijd en de race werd beslist met een sprintduel tussen John Kristian Dahl, Anders Aukland en Øyvind Moen Fjeld. De beste Zweed was Jörgen Brink, die op de vierde plaats eindigde. De laatste loper die finishte bereikte, deed er precies 23 uur over; Mats Morell uit Finland.
Wegens gebrek aan sneeuw werd het parcours in 2016 eenmalig gewijzigd naar "slechts" 200 km.

## Erelijst

### Mannen
| Jaar | Datum    | Stijl    | Afstand | Eerste                           | Tweede                           | Derde                            |
| ---- | -------- | -------- | ------- | -------------------------------- | -------------------------------- | -------------------------------- |
| 1884 | 3 april  | Klassiek | 220 km  | Paava-Lars Nilsson Tuorda        | Per Olof Ländta                  | Apmut Andersson Ahrrman          |
| 2016 | 10 april | Klassiek | 200 km  | John Kristian Dahl               | Anders Aukland                   | Øyvind Moen Fjeld                |
| 2017 | 15 april | Klassiek | 220 km  | Andreas Nygaard                  | Øyvind Moen Fjeld                | Christoffer Lindavall            |
| 2018 | 24 maart | Klassiek | 220 km  | Andreas Nygaard (2)              | Øyvind Moen Fjeld                | Stanislav Řezáč                  |
| 2019 | 30 maart | Klassiek | 220 km  | Andreas Nygaard (3)              | Øyvind Moen Fjeld                | Vegard Vinje                     |
| 2020 | 28 maart | Klassiek | 220 km  | Afgelast vanwege het coronavirus | Afgelast vanwege het coronavirus | Afgelast vanwege het coronavirus |
| 2021 | 27 maart | Klassiek | 220 km  |                                  |                                  |                                  |

### Vrouwen
| Jaar | Datum    | Stijl    | Afstand | Eerste                           | Tweede                           | Derde                            |
| ---- | -------- | -------- | ------- | -------------------------------- | -------------------------------- | -------------------------------- |
| 2016 | 10 april | Klassiek | 200 km  | Lina Korsgren                    | Britta Johansson Norgren         | Nina Lintzén                     |
| 2017 | 15 april | Klassiek | 220 km  | Nina Lintzén                     | Emma Bergström                   | Andrea Wickbom                   |
| 2018 | 24 maart | Klassiek | 220 km  | Emilia Lindstedt                 | Olivia Hansson                   | Maija Oravamäki                  |
| 2019 | 30 maart | Klassiek | 220 km  | Nina Lintzén (2)                 | Terhi Pollari                    | Olivia Hansson                   |
| 2020 | 28 maart | Klassiek | 220 km  | Afgelast vanwege het coronavirus | Afgelast vanwege het coronavirus | Afgelast vanwege het coronavirus |
| 2021 | 27 maart | Klassiek | 220 km  |                                  |                                  |                                  |

## Prijzengeld
In onderstaande tabel vindt u de verdeling van het prijzengeld:
| Pos.   | Mannen/vrouwen               |
| Pos.   | 2021                         |
| ------ | ---------------------------- |
| 1.     | SEK 50.000 (€ 5.000)         |
| 2.     | SEK 30.000 (€ 3.000)         |
| 3.     | SEK 20.000 (€ 2.000)         |
| Totaal | 2x SEK 100.000 (2x € 10.000) |